# Skäftekärr
Skäftekärr is een landhuis op het eiland Öland, gebouwd in de onmiddellijke omgeving van een nederzetting uit de IJzertijd. Het is te bereiken vanuit het dorp Böda. Voor 1960 was hier een station aan de Ölandspoorlijn.
Het ligt binnen de gemeente Borgholm.